# Dorothea Frederika van Brandenburg-Ansbach

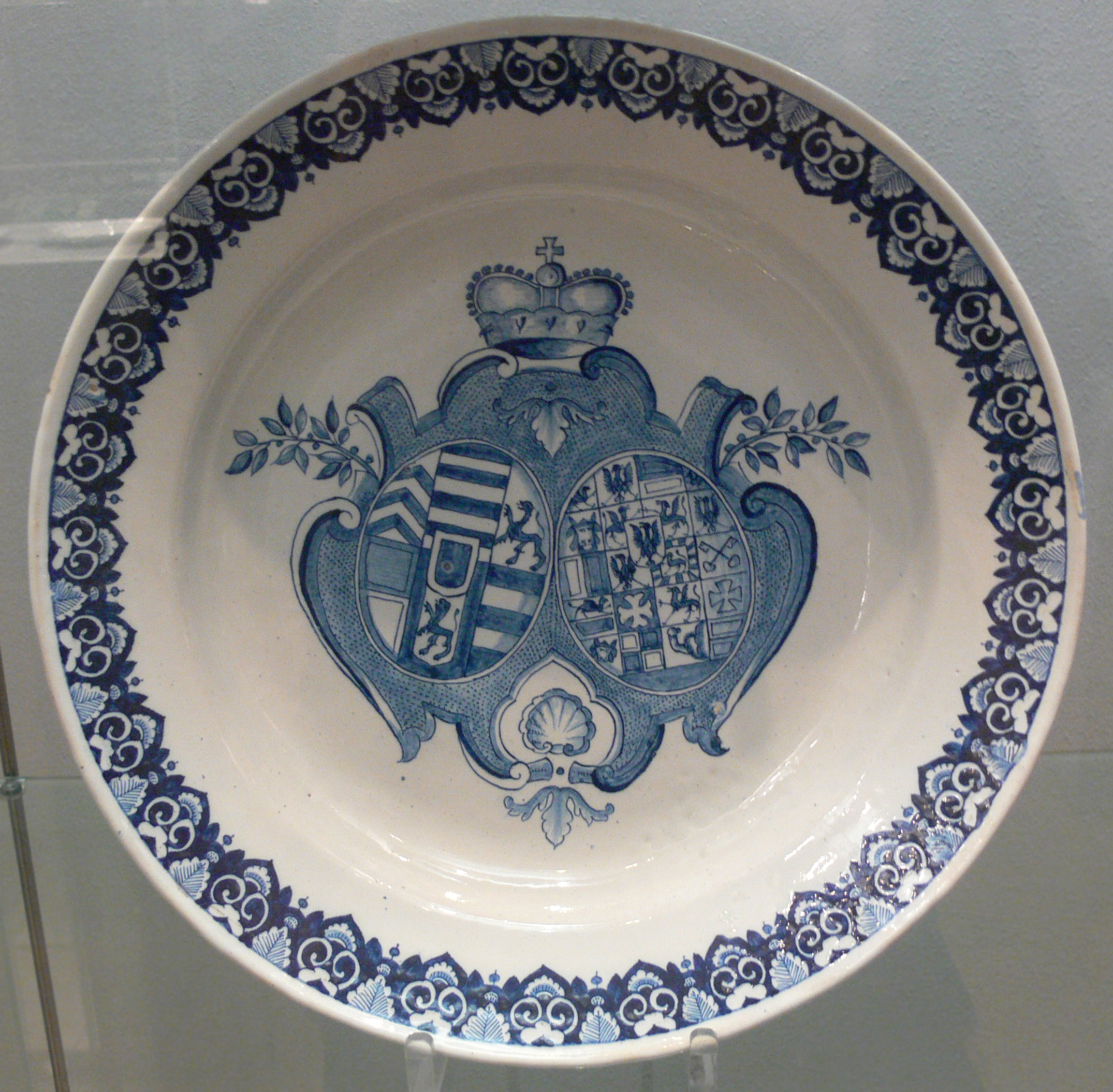
Wapen van Johan Reinhard III van Hanau en Frederike Dorothea van Brandenburg-Ansbach, waarschijnlijk in 1724 ter gelegenheid van de zilveren bruiloft gemaakt.

Dorothea Frederika van Brandenburg-Ansbach (Ansbach, 12 augustus 1676 — Hanau, 13 maart 1731) was de dochter van markgraaf Johan Frederik van Brandenburg-Ansbach (1654-1686) en diens eerste echtgenote Johanna Elisabeth (1651-1680), dochter van markgraaf Frederik VI van Baden-Durlach. Dorothea was een halfzuster van Carolina die gehuwd was met George II van Groot-Brittannië. 
Op 20 augustus 1699 huwde zij Johan Reinhard III van Hanau en werd hiermede de laatste gravin van Hanau.
Uit hun huwelijk is één kind geboren:
- Charlotte Christina (1700-1726), erfdochter van het graafschap Hanau, zij huwde op 5 april 1717 met prins Lodewijk VIII van Hessen-Darmstadt (1691-1768).

Na haar dood werd Dorothea Frederika, op 17 of 25 maart 1731, bijgezet in de grafkelder van de graven van Hanau in de Johanneskerk te Hanau. Deze kerk werd in de Tweede Wereldoorlog door een bombardement vernietigd.